# Festival Internacional de Humor e Quadrinhos de Pernambuco
Festival Internacional de Humor e Quadrinhos de Pernambuco é um evento de exposição de cartuns e charges realizado em Recife desde 1999. Foi criado pelo chargista Lailson de Holanda Cavalcanti com base no Salão Nacional de Humor de Pernambuco, também criado por ele em 1983. O evento consiste principalmente de exposições de humor gráfico e premiações variadas para cartunistas e chargistas. O evento ganhou quatro vezes o Troféu HQ Mix na categoria "salão e festival": 2000, 2003, 2005 e 2008.